# Элегазовый силовой выключатель

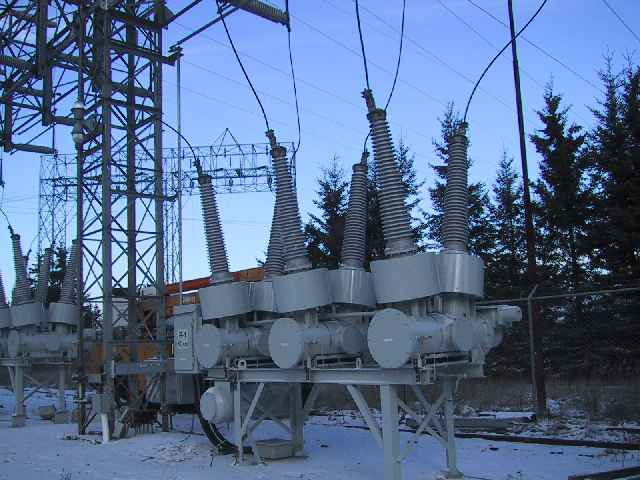
Элегазовый выключатель на 115 кВ в Канаде

Элегазовый выключатель — это разновидность высоковольтного выключателя, коммутационный аппарат, использующий элегаз (шестифтористую серу, SF6) в качестве среды гашения электрической дуги. Предназначен для оперативных включений и отключений отдельных цепей или электрооборудования в энергосистеме, при нормальных или аварийных режимах, а также ручном, дистанционном или автоматическом управлении.

## Введение
На сегодняшний день, использование элегаза в качестве дугогасящей среды, более эффективной по сравнению со сжатым воздухом и маслом, является наиболее перспективным и быстроразвивающимся направлением развития выключателей переменного тока высокого и сверхвысокого напряжения. Основные достоинства элегазового оборудования определяются уникальными физико-химическими свойствами элегаза. При правильной эксплуатации элегаз не стареет и не требует такого тщательного ухода за собой, как масло.
Элегазовому оборудованию также присущи: компактность; большие межревизионные сроки, вплоть до отсутствия эксплуатационного обслуживания в течение всего срока службы; широкий диапазон номинальных напряжений (6—1150 кВ); пожаробезопасность и повышенная безопасность обслуживания.
Элегазовые выключатели начали усиленно разрабатываться с 1980 г. и имеют большие перспективы при напряжениях 110—1150 кВ и токах отключения до 80 кА. В технически развитых странах элегазовые выключатели высокого и сверхвысокого напряжения (110—1150 кВ) практически вытеснили все другие типы аппаратов. Также ведущие зарубежные фирмы практически полностью перешли на выпуск комплектных распределительных устройств с элегазовой изоляцией (КРУЭ) и элегазовых выключателей для открытых распределительных устройств на классы напряжения 110 кВ и выше.

## Конструкция элегазового выключателя
По конструкции различают колонковые и баковые выключатели. Колонковые ни внешне, ни по размерам принципиально не отличаются от маломасляных, кроме того, что в современных элегазовых выключателях 220 кВ только один разрыв на фазу. Баковые элегазовые выключатели имеют гораздо меньшие габариты по сравнению с масляными, имеют один общий привод на три полюса, встроенные трансформаторы тока.
В элегазовых выключателях применяются различные способы гашения дуги в зависимости от номинального напряжения, номинального тока отключения и эксплуатационных особенностей в месте установки. В элегазовых дугогасительных устройствах, в отличие от воздушных дугогасительных устройств, при гашении дуги прохождение газа через сопло происходит не в атмосферу, а в замкнутый объём камеры, заполненный элегазом при относительно небольшом избыточном давлении. По способу гашения дуги в элегазе различаются следующие элегазовые выключатели:
- Автокомпрессионные с дутьем в элегазе, создаваемым посредством компрессионного устройства (элегазовые выключатели с одной ступенью давления);
- С электромагнитным дутьём. Гашение дуги выполняется вращением её по кольцевым контактам под воздействием поперечного магнитного поля, которое создано самим током отключения;
- Двухступенчатое давление. В них сжатый предварительно газ поступает из специальной ёмкости где он находится под относительно высоким давлением. Имеет две ступени давления;
- Автоматически генерирующимся дутьём. Как и предыдущий вариант имеет продольное дутьё, но теперь повышение давление газа происходит непосредственно за счёт разогрева самой электрической дугой.

### Привод выключателя
Приводы выключателей обеспечивают управление выключателем — включение, удержание во включенном положении и отключение. Вал привода соединяют с валом выключателя системой рычагов и тяг. Привод выключателя должен обеспечивать необходимую надежность и быстроту работы, а при электрическом управлении — наименьшее потребление электроэнергии.
В элегазовых выключателях применяют два типа приводов:
- пружинный привод, управляющим органом которого является кинематическая система рычагов, кулачков и валов;
- пружинно-гидравлический привод, управляющим органом которого является гидросистема.

## Преимущества и недостатки элегазовых выключателей

#### Преимущества
- возможность применения на все классы напряжений свыше 1 кВ;
- гашение дуги происходит в замкнутом объёме без выхлопа в атмосферу;
- относительно малые габариты и масса;
- пожаро- и взрывобезопасность;
- быстрота действия;
- высокая отключающая способность;
- надежное отключение малых индуктивных и емкостных токов в момент перехода тока через нуль без среза и возникновения перенапряжений;
- малый износ дугогасительных контактов;
- бесшумная работа;
- возможность создания серий с унифицированными узлами;
- пригодность для наружной и внутренней установки.

#### Недостатки
- сложность и дороговизна изготовления — при производстве необходимо соблюдать высокую чистоту и точность;
- высокие требования к качеству элегаза;
- температурные недостатки SF6, необходимость подогрева и использования смесей элегаза с азотом, хладоном и другими веществами, позволяющими работать элегазовым выключателям в условиях низких температур окружающей среды;
- необходимость специальных устройств для наполнения, перекачки и очистки SF6;
- относительно высокая стоимость SF6;
- требуется более внимательное отношение к использованию и учёту элегаза.